# Etnocidi
L'etnocidi és la destrucció, mitjançant la imposició forçada, de les pràctiques, costums i valors socials i morals d'una ètnia. El fenomen es diu també genocidi cultural. No comporta el genocidi d'un poble ni implica necessàriament l'ús de la violència física. La paraula va ser creada el 1968 per Jean Malaurie i el concepte va ser desenvolupat per l'antropòleg i etnòleg francès Pierre Clastres (1934-1977). L'etnocidi comparteix amb el genocidi una mateixa visió de l'altre: l'altre és la diferència dolenta, però no fa falta exterminar-lo, sinó transformar-lo. No té com a objectiu la destrucció de la vida, sinó de la cultura. Clastres resuma el fenomen així: «[…] el genocidi assasina els cossos del pobles, l'etnocidi en mata l'espèrit».
El genocidi lingüístic és un cas particular d'etnocidi.